# Championnat de Slovaquie de football 2012-2013
Navigation
Saison précédente Saison suivante
La saison 2012-2013 du championnat de Slovaquie de football est la 20e édition de la Slovak Superliga, le championnat de première division de Slovaquie. 
Les douze meilleurs clubs du pays sont regroupés au sein d'une poule unique où chaque formation rencontre trois fois tous ses adversaires, à domicile et à l'extérieur. À la fin de la saison, le dernier du classement est relégué et remplacé par le champion de D2.
Le Slovan Bratislava est sacré champion pour la septième fois de son histoire.

## Les 12 clubs participants
| - FC Nitra - FK Senica - FC Spartak Trnava - FK AS Trenčín - MFK Košice - FC Tatran Presov | - MŠK Žilina - Spartak Myjava - promu de D2 - Slovan Bratislava - Dukla Banska Bystrica - MFK Ružomberok - FC ViOn Zlaté Moravce |

## Compétition
Le barème de points servant à établir le classement se décompose ainsi :
- Victoire : 3 points
- Match nul : 1 point
- Défaite : 0 point

### Classement[1]
| Rang | Équipe                | Pts | J  | G  | N  | P  | Bp | Bc | Diff |
| ---- | --------------------- | --- | -- | -- | -- | -- | -- | -- | ---- |
| 1    | Slovan Bratislava C   | 59  | 33 | 16 | 11 | 6  | 56 | 33 | +23  |
| 2    | FK Senica             | 55  | 33 | 16 | 7  | 10 | 39 | 34 | +5   |
| 3    | FK AS Trenčín         | 53  | 33 | 14 | 11 | 8  | 49 | 33 | +16  |
| 4    | Spartak Myjava P      | 48  | 33 | 13 | 9  | 11 | 42 | 37 | +5   |
| 5    | MFK Košice            | 47  | 33 | 12 | 11 | 10 | 36 | 31 | +5   |
| 6    | MFK Ružomberok        | 45  | 33 | 12 | 9  | 12 | 36 | 44 | -8   |
| 7    | MŠK Žilina T          | 42  | 33 | 9  | 15 | 9  | 35 | 26 | +9   |
| 8    | FC ViOn Zlaté Moravce | 41  | 33 | 11 | 8  | 14 | 41 | 41 | 0    |
| 9    | FC Nitra              | 39  | 33 | 11 | 6  | 16 | 39 | 53 | -14  |
| 10   | Dukla Banská Bystrica | 38  | 33 | 9  | 11 | 13 | 27 | 32 | -5   |
| 11   | Spartak Trnava        | 35  | 33 | 8  | 11 | 14 | 33 | 51 | -18  |
| 12   | Tatran Prešov         | 33  | 33 | 8  | 9  | 16 | 21 | 40 | -19  |

|  | Qualifié pour le 2e tour préliminaire de la Ligue des Champions 2013-2014           |
|  | Qualifié pour le 2e tour préliminaire de la Ligue Europa 2013-2014                  |
|  | Qualifié pour le 1er tour préliminaire de la Ligue Europa 2013-2014                 |
|  | Relégation en deuxième division                                                     |
|  | T : Tenant du titre C : Vainqueur de la Coupe de Slovaquie P : Promu de 2e division |

## Bilan de la saison
| Championnat de Slovaquie de football 2012-2013 |                              |
| Champion                                       | Slovan Bratislava (7e titre) |
| Coupes et trophées                             |                              |
| Vainqueur de la Coupe de Slovaquie 2012-2013   | Slovan Bratislava            |
| Qualifications continentales                   |                              |
| Ligue des champions de l'UEFA 2013-2014        | Slovan Bratislava            |
| Ligue Europa 2013-2014                         | FK Senica                    |
| Ligue Europa 2013-2014                         | FK AS Trenčín                |
| Ligue Europa 2013-2014                         | MŠK Žilina                   |
| Promotions et relégations                      |                              |
| Promus en Division nationale                   | FK DAC 1904 Dunajská Streda  |
| Relégués en Division 2 Slovaquie               | Tatran Prešov                |